# Катеринівка (Дніпровський район)
Катери́нівка (Капністівка) — село в Україні, у Могилівській сільській громаді Дніпровського району Дніпропетровської області. Площа — 0,439 км², домогосподарств — 38, населення — 84 особи.

## Географія

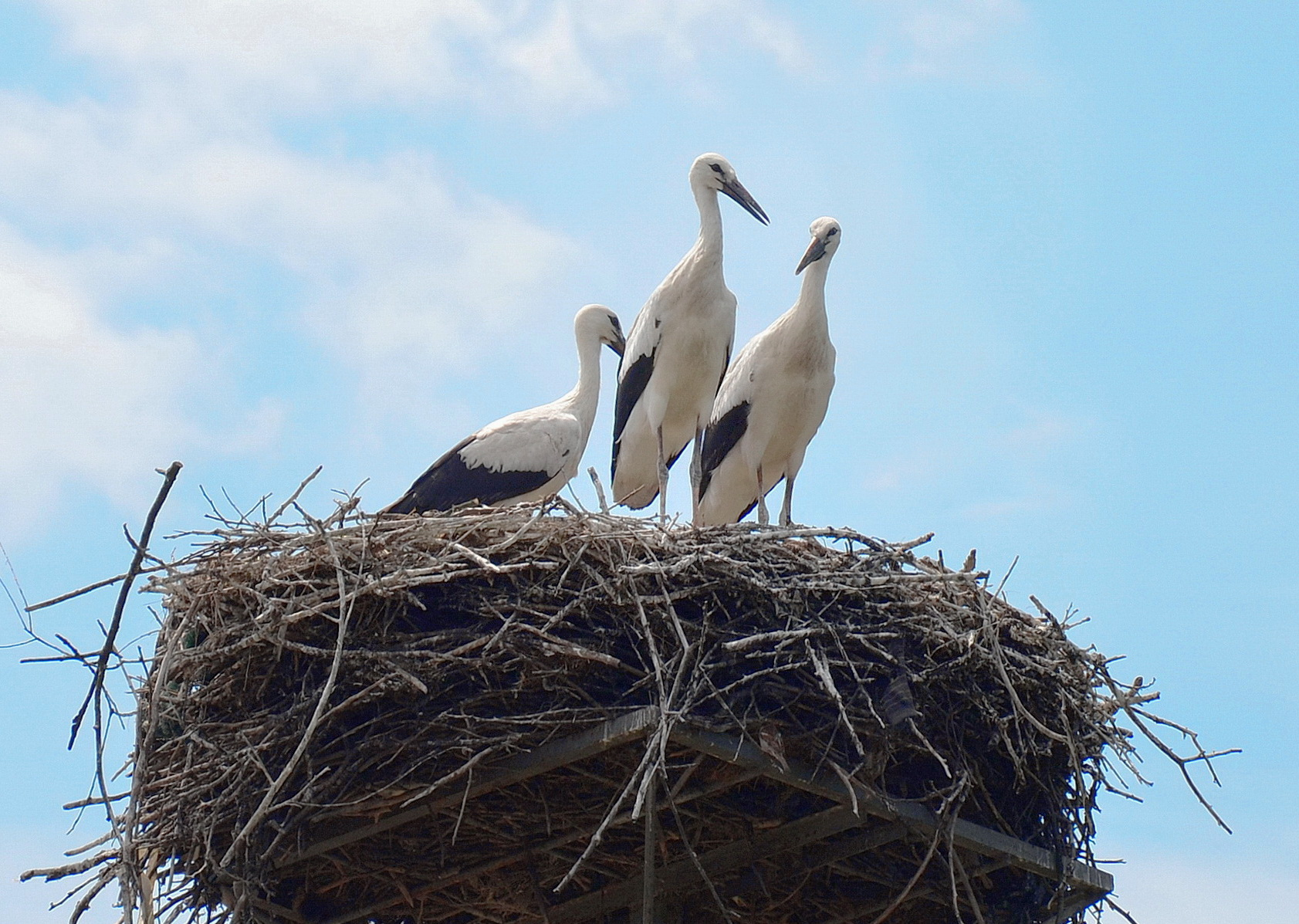
Вартові Катеринівки

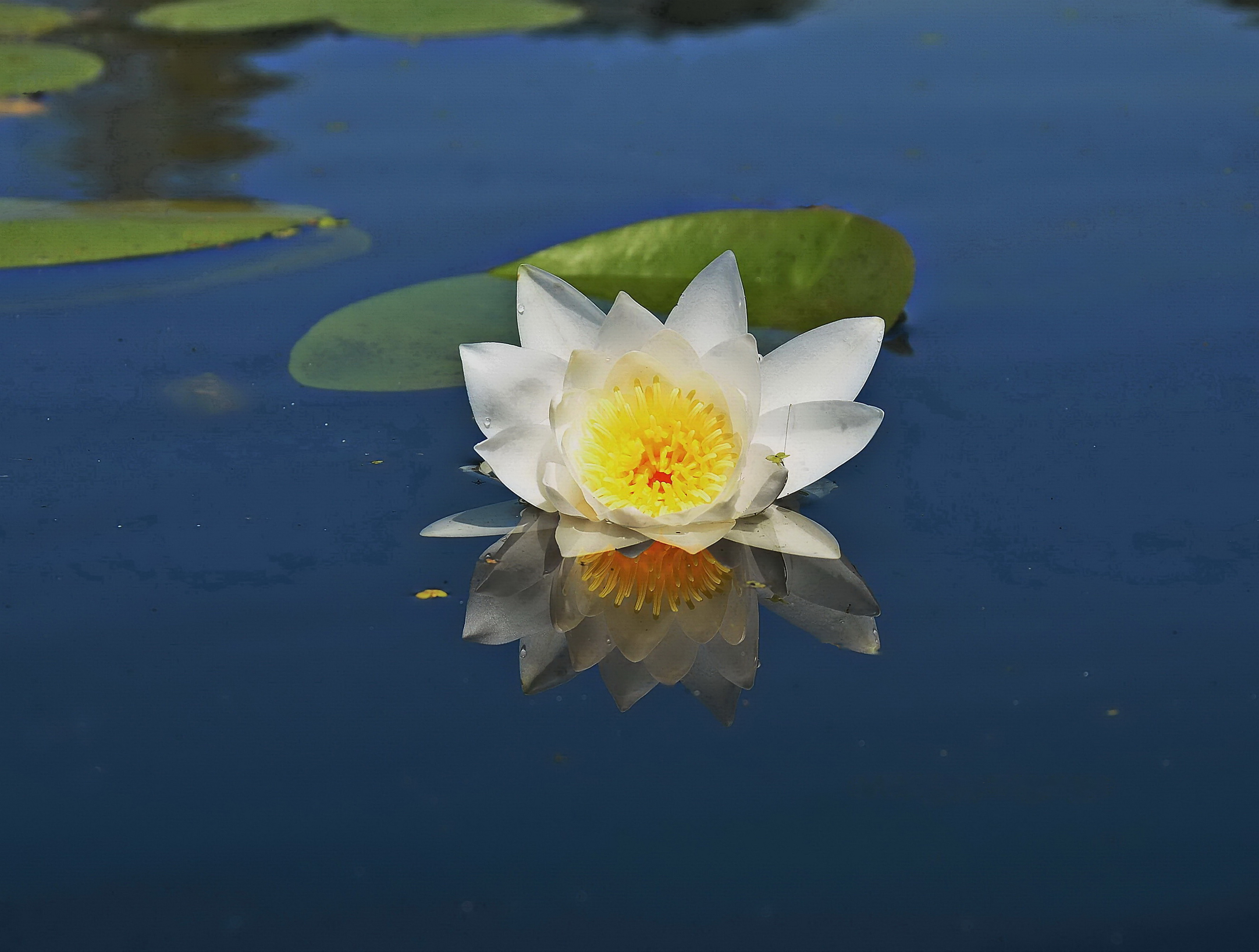
Лілея - біла краса України на Орілі біля Катеринівки

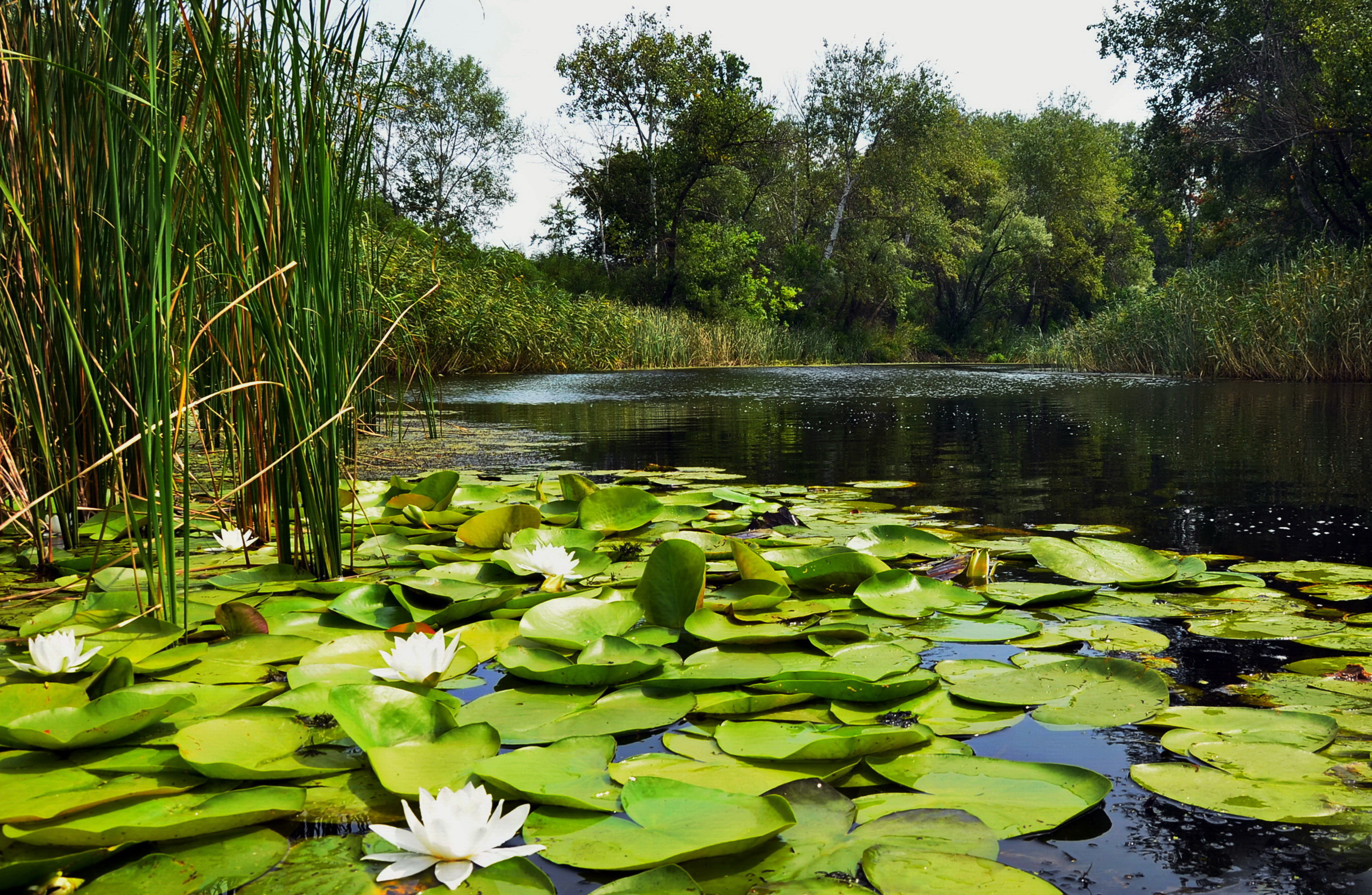
Лілеї на Орілі біля Катеринівки

Село Катеринівка знаходиться на лівому березі річки Оріль (в цьому місці напрямок течії річки було змінено на протилежне), вище за течією на відстані 4,5 км розташоване село Придніпрянське (Полтавський район), на протилежному березі — село Плавещина. Навколо села багато заболочених озер. 

## Населення

### Мова
Розподіл населення за рідною мовою за даними перепису 2001 року:
| Мова       | Відсоток |
| ---------- | -------- |
| українська | 96,7 %   |
| російська  | 3,3 %    |

## Заснування
За переказами корінних жителів села: землі, на яких розміщене село, пожалувані були                        Г.А. Потьомкіним одному з роду Капністів за військові заслуги для заселення земель, якими Катерина II збиралася їхати до Таврії.
Поїздка запланована була 1784 року, а 1786 року Г.А. Потьомкін оголосив про завершення підготовки маршруту поїздки. Отже, найпізніший рік заснування села Капністівка — 1786 і на 2023 рік село може святкувати 237 років із заснування.
Якщо враховувати, що Капніст Василь Петрович, який був засновником графського роду Капністів і мав військові заслуги помер 1757 року, то отримувачем земель Капністівки мав бути один з його синів, що теж мав військові заслуги достатні, щоб бути відомими Потьомкіну. Капніст В.П. мав синів: Микола, Данило, Ананій, Андрій, Петро, Василь. 
Капніст купив кріпосних селян та поселив на землях, що займає нинішнє село та став для них паном.
Дані про володіння землями в Полтавській губернії військовими роду Капніст згадуються в архівних даних довідника стор. 166 «Адміністративно-територіальний поділ Полтавщини (1648 - 2012 рр.): довідник з історії адміністративно-територіального поділу».

## Назви села
Перша назва села — Капністівка за прізвищем пана Капніста, що володів землею під селом та кріпаками, що його населяли. Спочатку село належало до Полтавської губернії.
Зокрема є відомості — Список населених пунктів Полтавської губернії станом на 1910 рік
Кобеляцький повіт Катеринівка (Капністівка) д., Китайгородська (Китай-Городська) волость.
На мапі 1865 року підполковника Стрільбицького можна знайти село Капністівка на місці нинішньої Катеринівки http://freemap.com.ua/maps/strelbickiy/47.jpg

Згідно з даними мапи 1869 року трьохверстовки Ряд XXV г. Екатеринославской и Полтавской недалеко від села знаходився хутір Капніста. http://freemap.com.ua/maps/trexverstovki-novaya-redakciya/25-13.jpg

Капністівка з хутором

## Легенди

### Дзвінець
На вигині берега річки Оріль поряд з селом є правильне пів коло, що заходить в сушу далі ніж могло б природне річище. Це місце називають Дзвінець. Колись давно на цьому місці на березі Орелі стояла церква. Під час чергового набігу степовиків місцеві жителі, шукаючи порятунку, зібралися в церкві та молилися, але їх було багато і під такою вагою берег почав зсуватися, а церква — провалюватися під землю разом з людьми. Провал в землі був настільки великим, що церква зникла повністю, а провал заповнився водою з річки. Старі люди розповідали, що інколи ще й досі чути з під води дзвін церковних дзвонів.

З часом водне плесо місцини заросло білим лататтям наче вшановуючи душі загиблих.

### Таємний підземний хід

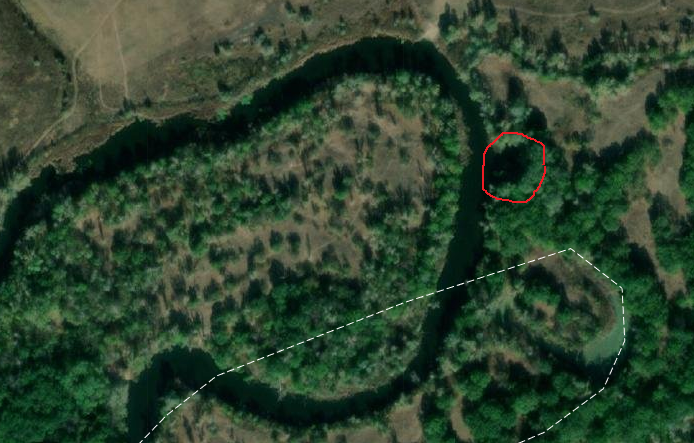
Дзвінець

Поряд з селом проходить земляний вал оборонної лінії Лелії, що слугувала для захисту від набігів степовиків. За часів козаків біля річки Очіп та села Заочіпське, яке було відселене після побудови Кам'янського водосховища, була фортеця, що мала таємний підземний хід під земляним валом, який виводив до річки Оріль. Ходом користувалися козачі розвідники для непомітного виїзду в степ. Таємний хід мав розмір для вільного проїзду озброєного козака зі спорядженням верхи на коні та закривався зі сторони річки величезним валуном.
Підтвердженням цієї легенди є розташування Борисоглібської фортеці (Борисоглібська фортеця). та обговорення на сайті https://forum.zamki-kreposti.com.ua/topic/1248-молодіжне-борисоглібська-фортеця-українська-лінія/
"Борисоглібська фортеця. Остання фортеця, (побудована на лінії, мала первісну назву — "Шоста" (в гирлі р. Очіпу). Після поселення Борисоглібського ландміліцького полку фортеця, одержала назву "Борисоглебская". О.М. Апанович Борисоглібську фортецю ставить передостанньою, десь поблизу Царичанки, а останньою називає Шосту "при гирлі р. Очі", яку вона назвала "Лівенською"  . Місце розташування Борисоглібської фортеці добре видно на "Карте Слободской Украиньї 18 ст." та на карті 1745 р.
П. Бодянський уважав, що на лінії першою від Дніпра була Орлицька фортеця. Дійсно, Орлицька фортеця існувала і була першою від Дніпра, але вона споруджувалася ще у XVII столітті як укріплення сотенного містечка Полтавського полку — Орель (Орлик). П. Бодянський ототожнює її з Борисоглібською. Хоча це зовсім різні фортеці.
В енциклопедичному довіднику "Полтавщина" вказується, що Борисоглібська фортеця розташована на відстані 117 сажень від Дніпра, і що з 1962 р. затоплена водоймищем Дніпродзержинської ГЕС  . Та Б.Г. Галкович, використовуючи картографічні джерела, вказує, що першою на лінії від Дніпра була Борисоглібська фортеця, яка знаходилася за 7 верст від редуту, що стояв над Дніпром. "Енциклопедичний словник" Ф. Брокгаузаі І. Єфрона, за поданням В.І. Василенка, свідчить, що Борисоглібська фортеця розташовувалася поблизу села Заочіпського Кобеляцького повіту Полтавської губернії, де "земляные укрепления и валы занимают 2 версты в окружности и еще хорошо сохранились"  . Ця місцевість не затоплена водоймищем ГЕС. Як відомо із вищезгаданої праці Б.Г. Галкович, від Дніпра до Борисоглібської фортеці на лінії знаходилися два редути. Один із них і прийняли автори статті довідника за Борисоглібську фортецю.

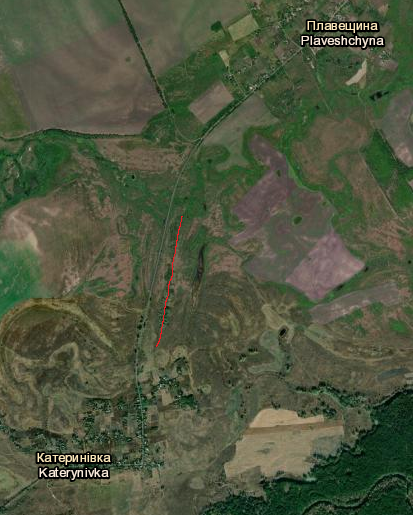
Залишки старої дороги

Розміщення фортеці на аерознімку 1943 року також є тут https://www.facebook.com/permalink.php?story_fbid=426332215249147&id=100036171171894

## Школа
В першій половині XX століття в селі була початкова школа 1-4 класів. Вона розташовувалася в середині села в одній з хат, що сприяло навчанню дітей та ліквідації безграмотності серед дорослих. Найближча середня школа, де можна було отримати освіту 7 класів була в селі Заочіпське, куди й ходили старші діти продовжуючи навчання. Після відселення жителів с. Заочіпське перестала існувати й школа і діти змушені були ходити в інше сусіднє село Плавещина (правобережне), куди була перенесена і молодша школа, що створювало для маленьких учнів та їх батьків певні труднощі. 
На даний час ще збереглися залишки старої грунтової дороги між селами Катеринівка та Плавещина (правобережне), які можна знайти за рівною лінією дерев серед поля, що колись були висаджені по її боках та ростуть до нинішнього часу. Під час весняного водопілля річки Орелі, коли воно ще було, Катеринівка була оточена водою і на деякий час ставала острівним селом. До школи в сусіднє село дітей переправляли човнами.

## Сила кохання
У світі є багато відомих закоханих пар та історій їх кохання. У Катеринівки теж є реальні історії закоханих. Ось деякі з них.

### Ольга та Петро
Він був старший за неї на 5 років та дівчина з сусуднього села, що через Оріль (Плавещина лівобережна) полонила його серце і відповіла взаємністю на його кохання. Вони одружилися та долали життєві випробування разом виховуючи донечку і підтримуючи одне одного. Після початку Другої світової війни Петро був мобілізований до війська і потрапив в полон до фашистів. Перебуваючи в концентраційному таборі військовополоненних в Донецькій області він зміг "сарафанним радіо" передати дружині звістку про себе і про можливість його визволення шляхом викупу. Не вагаючись, Ольга продала домашні речі (маючи майже нічого в окупації) й нашкребла необхідну суму і, залишивши донечку на опіку родичів, в серпні вирушила  пішки окупованими територіями визволяти коханого. Допомогали добрі люди пускаючи на ночівлю та годуючи, але більше ночувала під відкритим небом під постійно погіршуючуюся осінньою погодою та посилюючимися морозами одягнена в легенький піджачок. Коли дійшла нарешті до концтабору то настала зима. Увесь цей час Петро намагався вижити в концтаборі вірячи, що його кохана дружина прийде за ним. І він вижив, він дочекався її! Місцеві поліцаї за зібрані гроші допомогли вивести Петра, одягненого в фашистську форму з табору та він з великими зусиллями переступав ногами від виснаження та потерпав від морозу в гімнастерці. Попереду ще була виснажлива дорога додому взимку без теплого одягу та їжі ще й окупованими територіями: обходили села стороною, ночували посеред поля чи в лісі, добре коли вдавалося знайти стіг сіна чи, заховавши Петра, Ользі вдавалося в селі випросити якоїсь їжі. Та їхнє кохання і взаємопідтримка зберегли їх обох і довели до рідної хати до очікуючої донечки. Ще були переховування Петра від фашистів в окупованому селі, а після визволення села він знову воював, брав участь у бою в форсуванні р. Дніпро недалеко від рідного села і в багатьох інших. Їхнє життя не було легким і в мирний час, але вони завжди кохали одне одного.
Ось так Ольга, невагаючись і недивлячись ні на які труднощі, врятувала свого коханого, хоча відомі випадки коли жінки не відважилися зробити те ж саме і їхні чоловіки померли в полоні. 
Неймовірне кохання Ольги та Петра, її відвага і його віра в неї зробили для них чудо!

### Одарка та Ілля
Одарка була ще зовсім юна дівчина, молодша за Іллю, коли їхнє село потрапило в окупацію та її серце трепетало від одного погляду її коханого. Ілля потрапив в перелік молоді, яку фашисти з окупованого села примусово вивезли для роботи в Німеччину. Одарка за віком не підходила і її нечіпали, але вона не змогла розлучитися з коханим і, недивлячись на вмовляння та благання матері, добровільно поїхала з Іллею на чужину. 
Сила кохання Одарки та Іллі допомогла їм вижити в жахливих умовах далеко від рідні на чужій землі й повернутися додому з синочком.

### Самопожертва цих двох жінок заради коханих неоціненна!

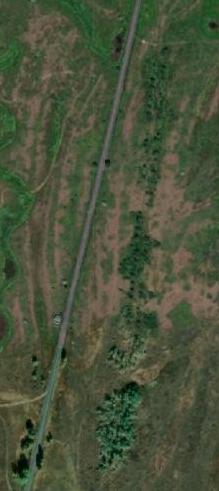
залишки старої дороги

## Див. також

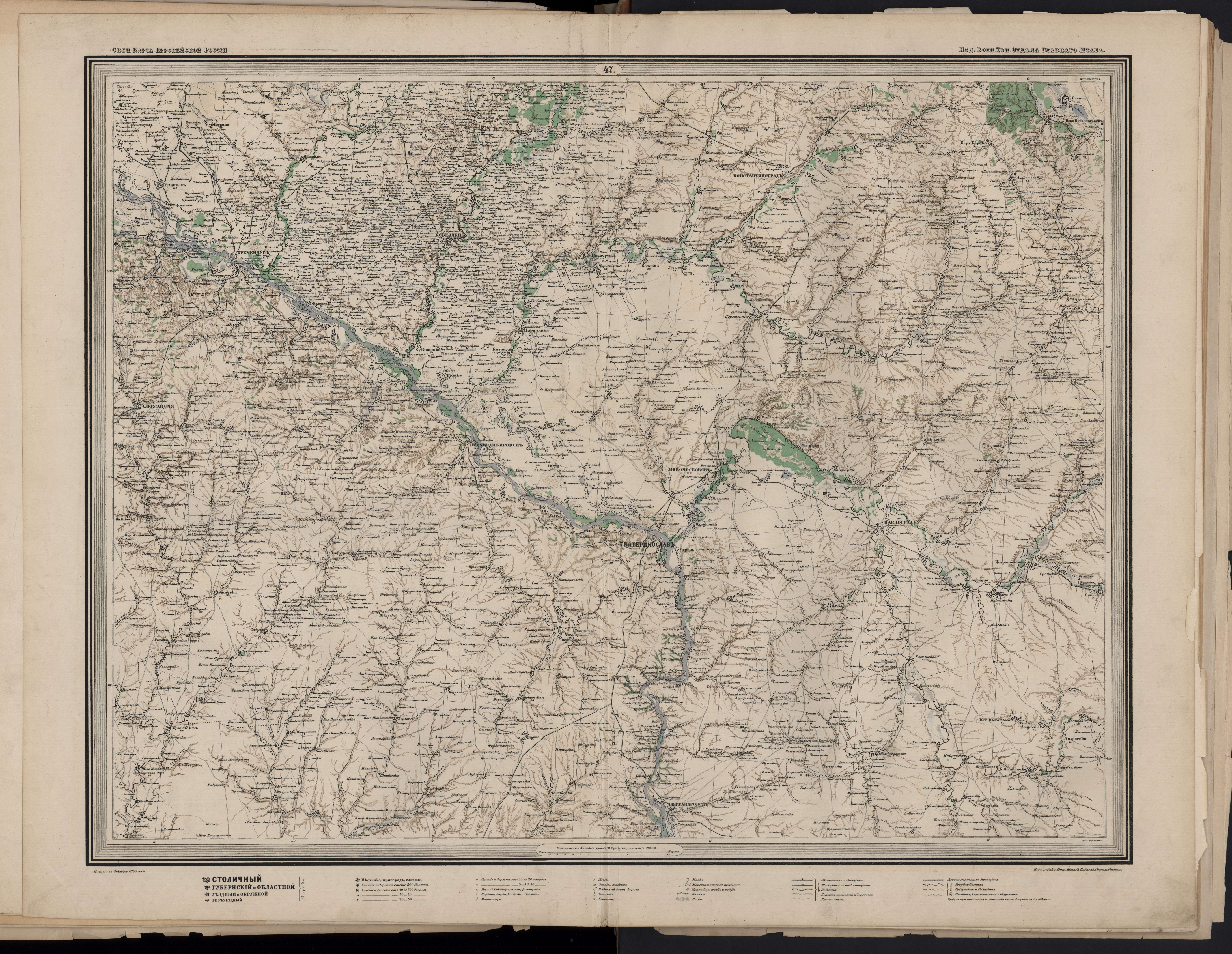
Капністівка